# August Ferdinand Anacker

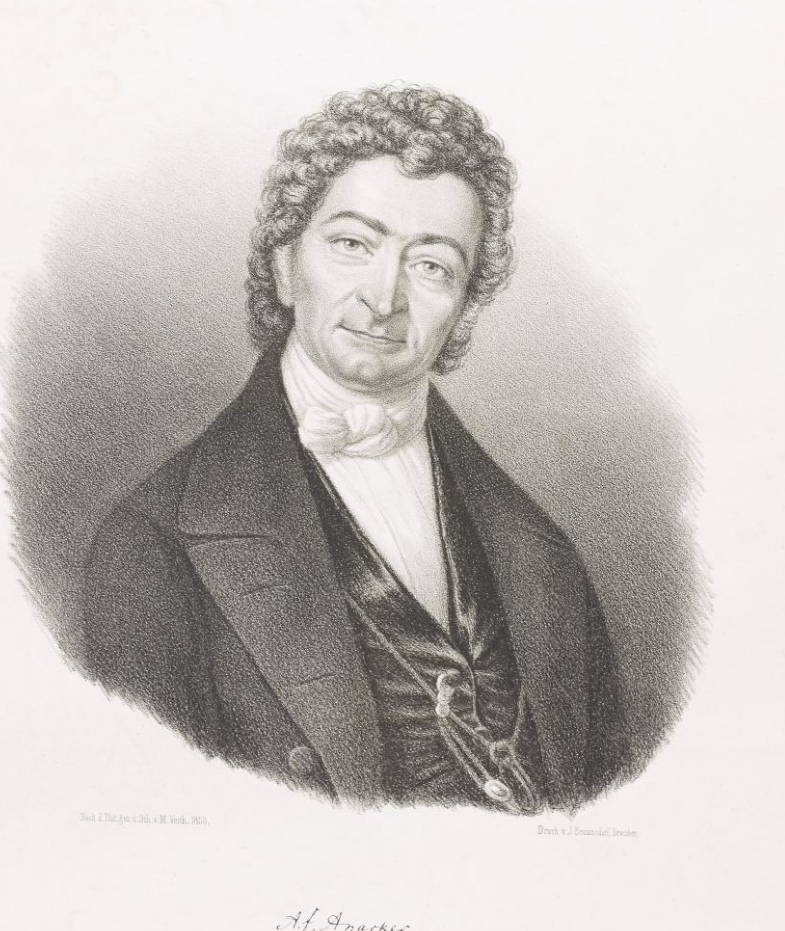
August Ferdinand Anacker

August Ferdinand Anacker (* 17. Oktober 1790 in Freiberg; † 21. August 1854 ebenda) war ein deutscher Komponist.

## Leben
August Ferdinand Anacker, 10. Kind eines Schuhmachers in Freiberg, besuchte das dortige Gymnasium und begann 1813 das Studium in Leipzig, wo er unter anderen von Johann Gottfried Schicht und Friedrich Schneider unterrichtet wurde. Im Jahr 1816 wurde er Mitglied der Leipziger Freimaurerloge Apollo. Anacker, der die Magisterwürde erwarb, lebte als Sänger, Pianist und Musiklehrer in Leipzig, bis er 1821 als Kantor und Musikdirektor in seiner Vaterstadt angestellt wurde. In Freiberg war er sowohl Dom- und Stadtkantor als auch Gymnasial- und Seminarlehrer. Er gründete 1823 die Singakademie, reorganisierte das Bergmusikkorps und baute ein vielgestaltiges Musikleben auf. Anacker begrenzte seine Musiktätigkeit nicht nur auf eigene Musik, sondern, nachdem er sich mit Ludwig van Beethoven in Wien getroffen hatte, verbreitete weithin auch seine Werke. Damit trug er viel zur Popularisierung des Schaffens Beethovens auch in Sachsen bei. Anacker stand in freundschaftlichen Beziehungen zu den größten Komponisten seiner Zeit, darunter zu Mendelssohn Bartholdy, Reißiger und Wagner. Zu seinen Schülern zählen Franz Brendel und Daniel Reinhold Finsterbusch.

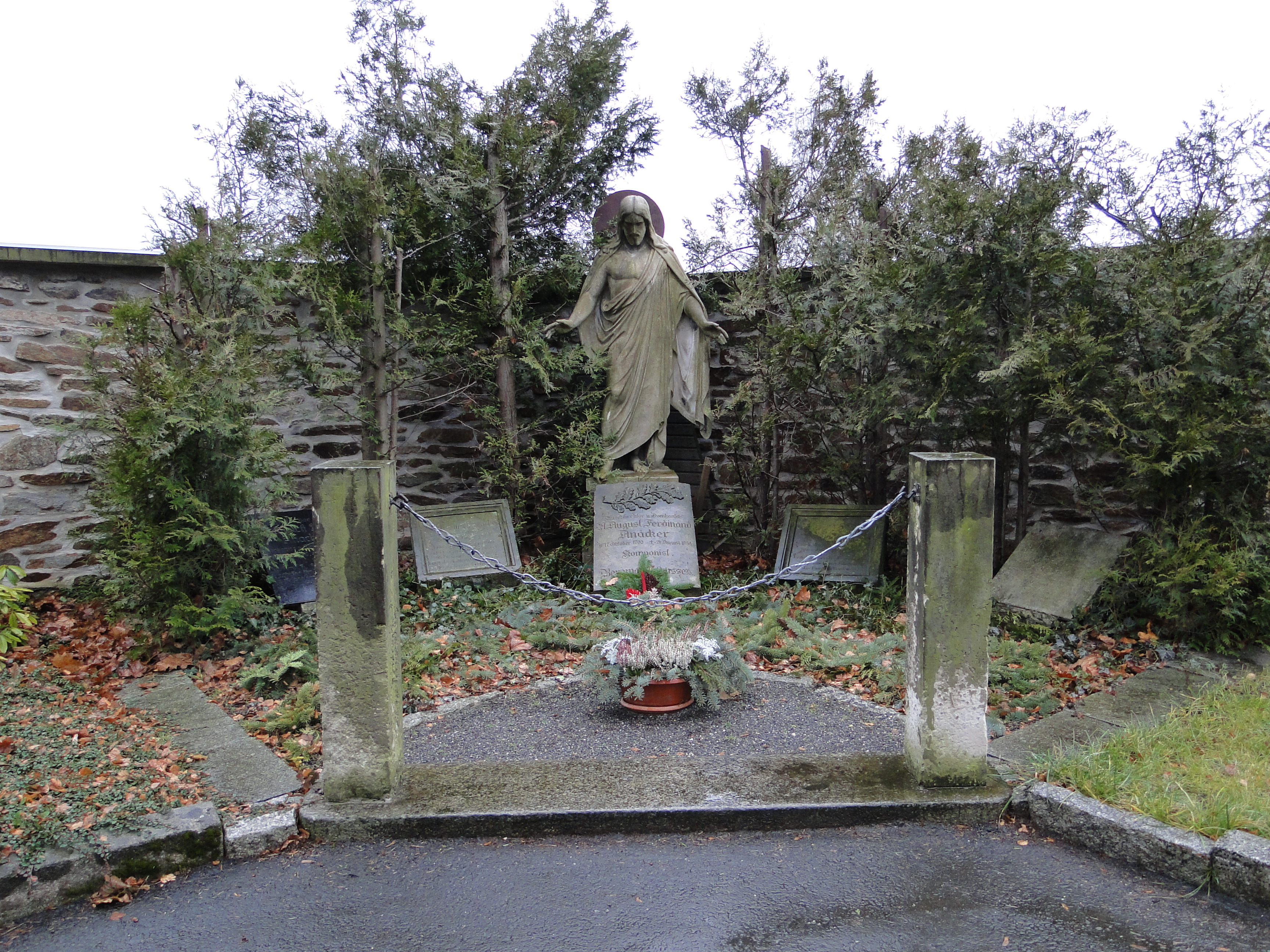
August Ferdinand Anackers Grab auf dem Donatsfriedhof

Von seinen vielen Kompositionen für Gesang und Instrumente hat besonders die Kantate „Der Bergmannsgruß“ weite Verbreitung gefunden. Dieses Werk wurde öfters als „Hohelied“ des Bergbaues bezeichnet und zählte zu den beliebtesten Chorwerken des 19. Jahrhunderts. Bemerkenswert waren auch die 12 Parademärsche für Russische Hörner. Des Weiteren zählen zu den Werken Anackers „Markgraf Friedrich“, ein „Vaterländisches Schauspiel mit Musik“, uraufgeführt 1837 in Dresden, mehrere Kirchenkantaten und zahlreiche Lieder mit und ohne Begleitung. Viele der Texte lieferten ihm die Pädagogen Moritz Döring und Adolph Eduard Prölß. Anacker verstarb 1854 in Freiberg und wurde auf dem dortigen Donatsfriedhof beigesetzt.
Der Theologe Friedrich Anacker (1824–1887) war sein Sohn.